# Teoria delle maree
La teoria delle maree è l'applicazione della meccanica del continuo per interpretare e predire le deformazioni mareali
dei corpi planetari e delle loro atmosfere o oceani sotto l'influenza gravitazionale di un altro corpo astronomico (in particolare la Luna per quanto riguarda la Terra e i suoi oceani).

## Keplero

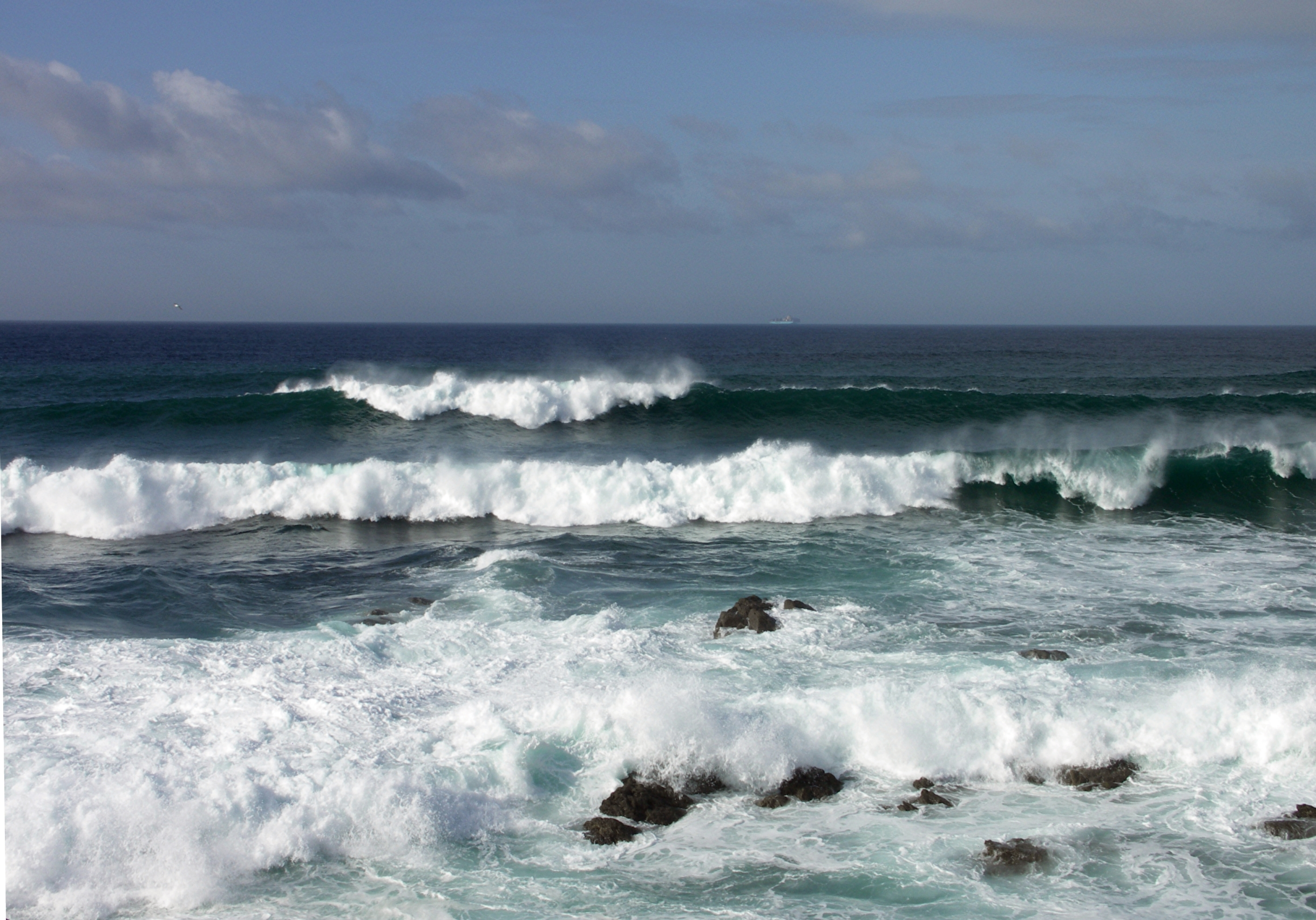
L'arrivo dell'alta marea nel villaggio di Porto Covo, nella costa atlantica del Portogallo.

Nel 1609 Giovanni Keplero suggerì correttamente che le maree erano causate dall'attrazione gravitazionale della Luna basando il suo ragionamento su antiche osservazioni e correlazioni, citate già da Tolomeo nei Tetrabiblos.

## Ipotesi di Galileo sulle maree

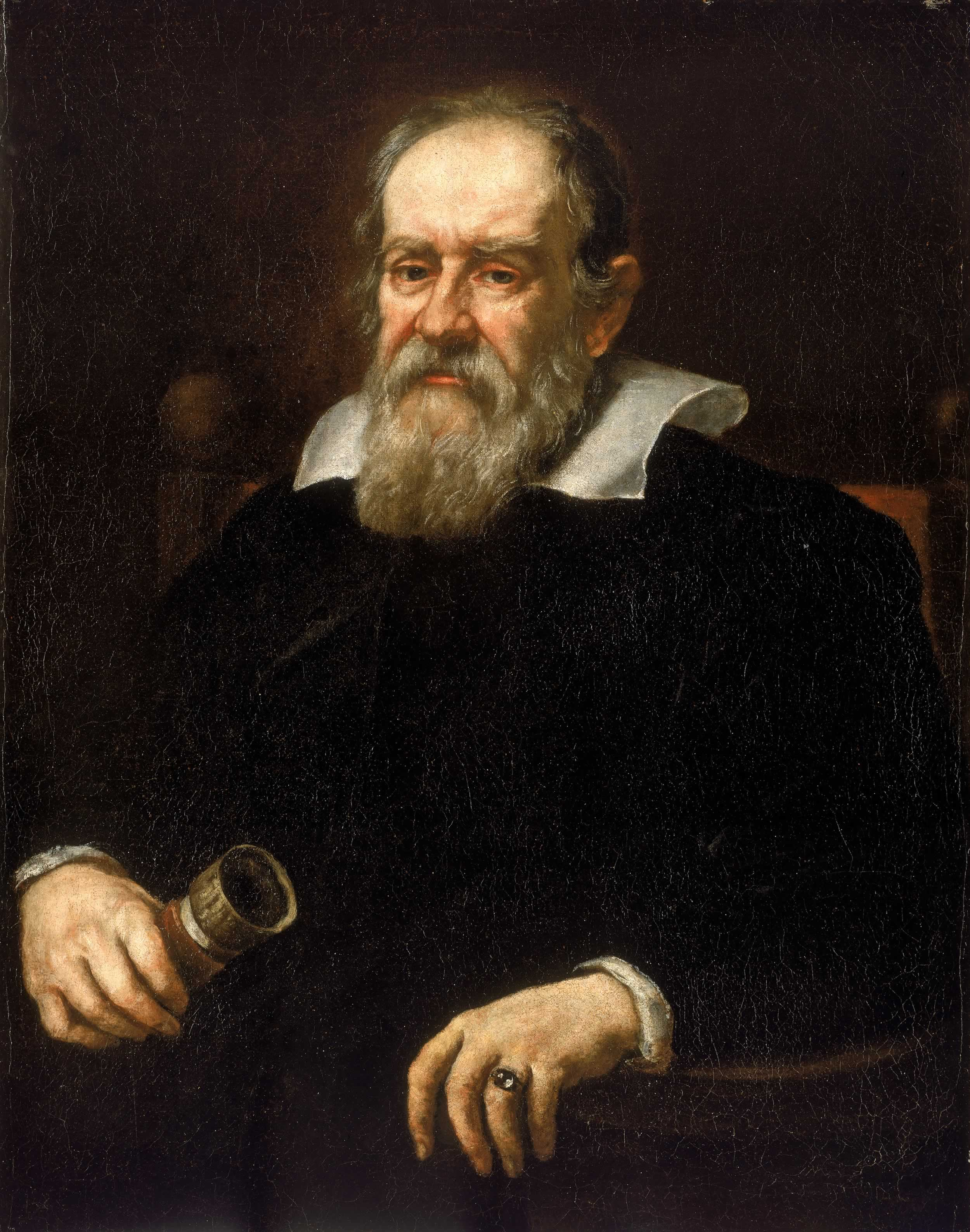
Justus Sustermans - Ritratto di Galileo Galilei, 1636

Nel 1616 Galileo Galilei scrisse il Discorso sul flusso e il reflusso del mare, in una lettera indirizzata al cardinale Alessandro Orsini. In questo Discorso egli cercò di spiegare le maree come risultato della rotazione e rivoluzione terrestre attorno al Sole, ritenendo che gli oceani si comportassero come l'acqua in una grande bacinella. La rotazione terrestre costringerebbe gli oceani alternativamente ad accelerare e ritardare. La sua visione dell'oscillazione e del moto alternativamente accelerato e ritardato della rotazione terrestre era un processo dinamico che deviava dal precedente dogma che proponeva un processo di espansione e contrazione dell'acqua marina. La teoria era però errata e ulteriori analisi condotte nei secoli successivi portarono all'attuale comprensione del fenomeno delle maree. Galileo aveva respinto l'interpretazione proposta da Keplero per le maree.

## Newton
Newton nei suoi Principia fornì una spiegazione corretta della forza mareale che può essere utilizzata per spiegare le maree su di un pianeta ricoperto da un oceano uniforme, ma che non tiene conto della distribuzione dei continenti o della batimetria oceanica.

## Teoria dinamica di Laplace

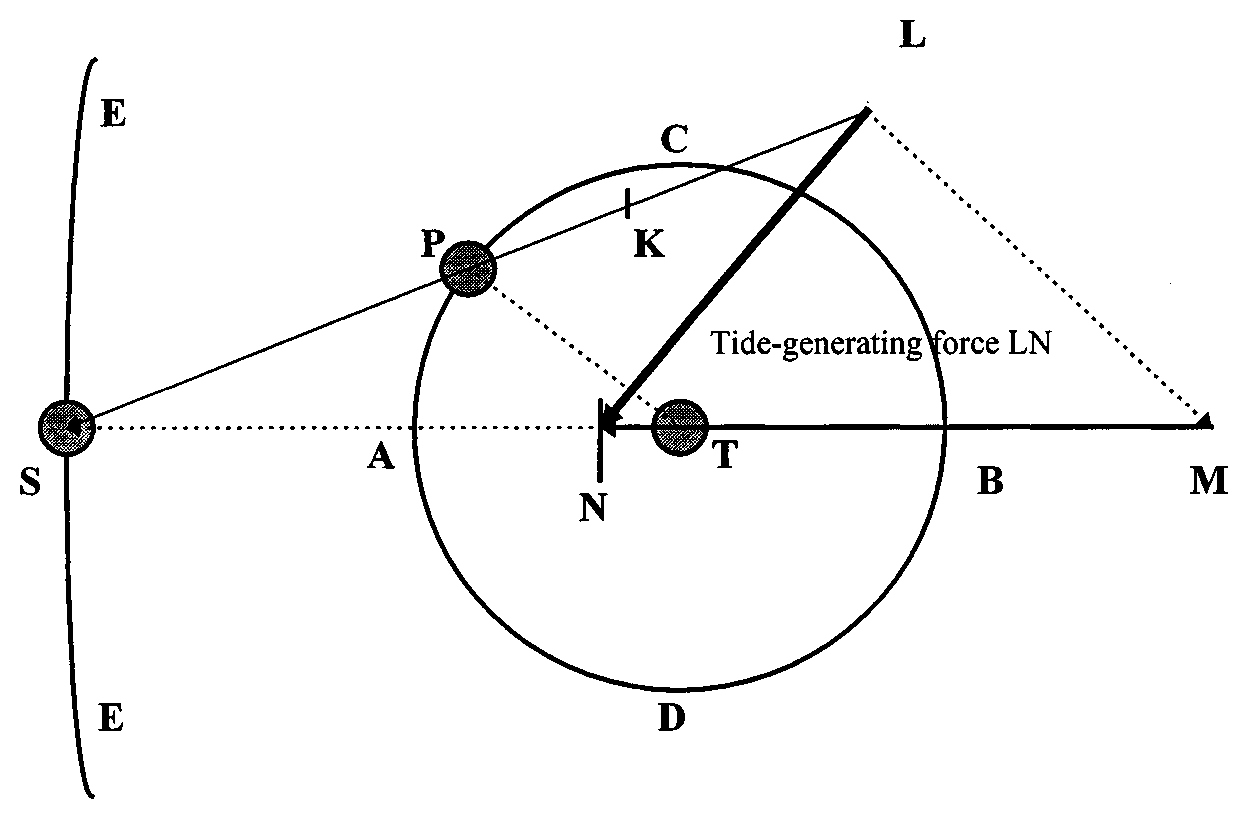
Il modello dei tre corpi di Newton

La teoria dinamica delle maree descrive e predice l'effettivo comportamento reale delle maree oceaniche.
Mentre Newton aveva spiegato le maree descrivendo le forze che le generano e Bernoulli aveva dato una descrizione della reazione statica delle acque della Terra al potenziale mareale, la teoria dinamica delle maree, sviluppata da Pierre-Simon Laplace nel 1775, descrive la reale reazione dell'oceano alle forze di marea. La teoria di Laplace prende in considerazione l'attrito, la risonanza e i periodi naturali dei bacini oceanici. Predice i grandi sistemi anfidromici nei bacini oceanici e spiega le maree oceaniche in modo corrispondente alle effettive osservazioni.
La teoria dell'equilibrio, che era basata sul gradiente gravitazionale del Sole e della Luna ma che ignorava la rotazione terrestre, gli effetti dei continenti e altri effetti importanti, non era in grado di spiegare le reali maree oceaniche. Poiché le misurazioni hanno confermato la teoria dinamica, ora si riesce a dare una spiegazione a molti aspetti, quali il modo in cui le maree interagiscono con i crinali abissali, o come le catene sottomarine danno luogo alla formazione di vortici che permettono la risalita dei nutrienti dalle profondità alle acque di superficie. La teoria dell'equilibrio permette di calcolare l'altezza delle onde di marea inferiori a mezzo metro, mentre la teoria dinamica riesce a spiegare perché le maree possono alzarsi anche di 15 metri. Le osservazioni da satellite confermano l'accuratezza della teoria dinamica e le maree sono ora misurate con la precisione di qualche centimetro.
Le misure effettuate dal satellite CHAMP corrispondono in modo preciso ai modelli basati sui dati TOPEX.

## Equazioni delle maree di Laplace
Nel 1776, Pierre-Simon Laplace formulò una serie di equazioni differenziali alle derivate parziali in cui il flusso veniva descritto come una lamina fluida barotropica a due dimensioni. Venivano introdotte anche la forza di Coriolis e la forza laterale dovuta alla gravità. Laplace ottenne queste equazioni per semplificazione delle equazioni della fluidodinamica, ma si può giungere allo stesso risultato anche integrando l'energia nelle equazioni di Eulero-Lagrange.
Per una lamina fluida di spessore medio D, l'elevazione verticale causata dalla marea ς, come pure le componenti orizzontali della velocità u e v (nelle direzioni rispettivamente della latitudine φ e della longitudine λ) soddisfano le equazioni delle maree di Laplace:
{\displaystyle {\begin{aligned}{\frac {\partial \zeta }{\partial t}}&+{\frac {1}{a\cos(\varphi )}}\left[{\frac {\partial }{\partial \lambda }}(uD)+{\frac {\partial }{\partial \varphi }}\left(vD\cos(\varphi )\right)\right]=0,\\[2ex]{\frac {\partial u}{\partial t}}&-v\left(2\Omega \sin(\varphi )\right)+{\frac {1}{a\cos(\varphi )}}{\frac {\partial }{\partial \lambda }}\left(g\zeta +U\right)=0\qquad {\text{and}}\\[2ex]{\frac {\partial v}{\partial t}}&+u\left(2\Omega \sin(\varphi )\right)+{\frac {1}{a}}{\frac {\partial }{\partial \varphi }}\left(g\zeta +U\right)=0,\end{aligned}}}
dove Ω è la frequenza angolare della rotazione del pianeta, g è l'accelerazione di gravità alla superficie media del mare, a è il raggio del pianeta e U è il potenziale gravitazionale esterno che agisce sulla marea.
William Thomson (Lord Kelvin) riscrisse i termini della quantità di moto delle equazioni di Laplace usando i rotori per ricavare un'equazione della vorticità. Sotto opportune condizioni, queste possono essere riscritte come una conservazione della vorticità.

## Analisi armonica

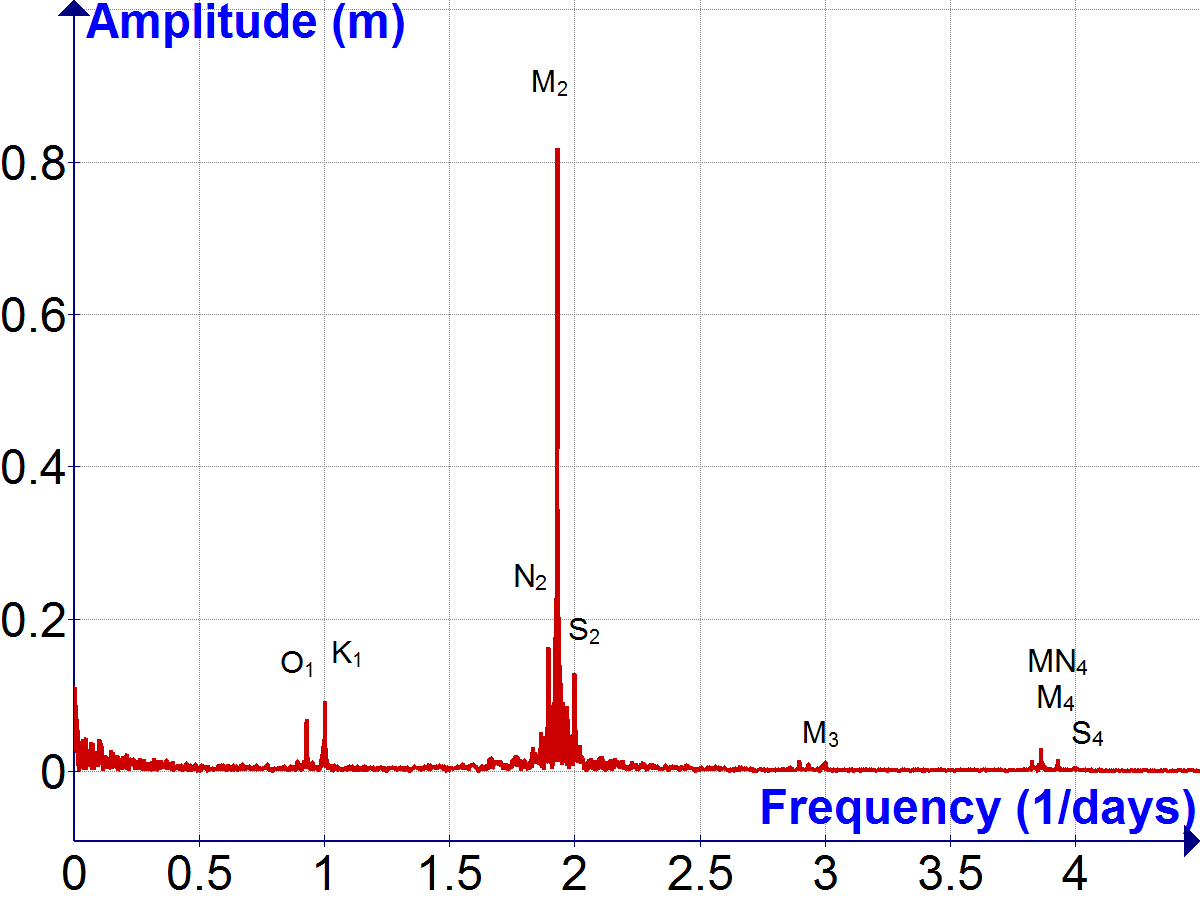
Trasformata di Fourier della marea misurata a Ft. Pulaski nel 2012. (Dati tratti da:
Datums for 8670870, Fort Pulaski GA; trasformata di Fourier calcolata con: A More Accurate Fourier Transform

I miglioramenti apportati da Laplace erano stati significativi, ma l'aspetto predittivo delle maree era ancora approssimato. La situazione cambiò nel 1860 quando William Thomson Kelvin tenne maggiormente conto delle circostanze locali collegate ai fenomeni mareali attraverso l'applicazione dell'analisi di Fourier al moto delle maree attraverso l'analisi armonica. 
Il lavoro di Thomson fu poi ulteriormente sviluppato ed esteso da George Darwin, che applicò le teorie lunari del tempo. I simboli introdotti da Darwin per le costituenti armoniche delle maree vengono utilizzati tuttora.
Gli sviluppi armonici di Darwin furono a loro volta ulteriormente migliorati quando Arthur Thomas Doodson applicando la teoria lunare di Ernest William Brown, sviluppò il potenziale mareale (TGP = tide-generating potential) in forma armonica distinguendo 388 frequenze. Il lavoro di Doodson fu portato avanti e pubblicato nel 1921.
Doodson ideò un sistema pratico per specificare le differenti componenti armoniche del potenziale mareale, i numeri di Doodson che sono tuttora in uso.
Dalla metà del XX secolo ulteriori analisi hanno esteso gli originali 388 termini di Doodson. 62 di questi costituenti hanno dimensioni sufficienti per essere presi in considerazione per l'utilizzo nel campo della previsione delle maree, ma a volte ne bastano meno per fare predizioni con un livello sufficiente di accuratezza. I calcoli che utilizzano le componenti armoniche sono molto laboriosi e tra il 1870 e il 1960 venivano effettuati con appositi calcolatori analogici, ora rimpiazzati dai moderni computer elettronici in grado di svolgere più efficacemente gli stessi calcoli.